# Absol
Absol és una de les espècies que apareixen a la franquícia Pokémon. És de tipus sinistre. El seu nom deriva del mot anglès absolution («absolució»). Absol va aparèixer per primera vegada a Pokémon Ruby i Pokémon Sapphire.
Ha aparegut en diversos episodis de l'anime Pokémon, per primera vegada a l'episodi Absol-ute Disaster. També ha aparegut a May, We Harley Drew'd Ya! i, amb un paper molt menys impportant, a What I Did For Love! i Mutiny in the Bounty. A més a més d'aquests episodis de l'anime, surt a la pel·lícula Pokémon: Jirachi Wish Maker.
És considerat un Pokémon útil en les batalles competitives de Pokémon, sobretot a la categoria de Pokémon «rarament utilitzats». L'estratègia més habitual és aprofitar els moviments potenciadors d'atac d'Absol per intentar derrotar tants rivals com sigui possible.
El disseny d'Absol es basa en la llegenda del hakutaku, una criatura blanca amb banyes que es diu que va predir l'arribada de la pesta a la prefectura de Toyama.